# ناحیه بئر غبالو
ناحیه بئر غبالو (به عربی: بئر غبالو) یک ناحیه در الجزایر است که در استان بویره واقع شده‌است.

## خصوصیات
ناحیه بئر غبالو ۸۷ کیلومترمربع مساحت و ۱۱٬۰۱۶ نفر جمعیت دارد.